# Hiroko Minagawa
Hiroko Minagawa (皆川博子, Minagawa Hiroko, nascuda el 1930) és una escriptora japonesa de misteri, fantasia, terror i ficció històrica.

## Premis
- 1973 – Shosetsu Gendai New Writers Prize: Arukadia no Natsu (アルカディアの夏) (conte)
- 1985 – Mystery Writers of Japan Award for Best Novel: Kabe Tabishibai Satsujin Jiken (壁 旅芝居殺人事件) (novel·la de misteri)
- 1986 – Premi Naoki Koi Kurenai (恋紅) (novel·la històrica)
- 1990 – Shibata Renzaburo Prize: Baraki (薔薇忌) (recull de contes de fantasia)
- 1998 – Yoshikawa Eiji Prize for Literature: Shi no Izumi (死の泉) (novel·la de misteri)
- 2012 – Honkaku Mystery Award:[1] The Resurrection Fireplace (novel·la de misteri)
- 2013 – Japan Mystery Literature Award for Lifetime Achievement

## Obres

### Sèrie de Dr. Daniel Barton
Sèries de misteri situades en el s.XIII a Londres.
- Hirakasete Itadaki Koei desu (開かせていただき光栄です), 2011 (The Resurrection Fireplace)
- Armonica Diabolica (アルモニカ・ディアボリカ), 2013

### Altres novel·les de misteri
- Raidā wa Yami ni Kieta (ライダーは闇に消えた), 1975
- Hikari no Haikyo (光の廃墟), 1978
- Hana no Tabi Yoru no Tabi (花の旅夜の旅), 1979
- Niji no Higeki (虹の悲劇), 1982
- Kiri no Higeki (霧の悲劇), 1982
- Shiretoko Misaki Satsujin Jiken (知床岬殺人事件), 1984
- Sōma Nomaoi Satsujin Jiken (相馬野馬追い殺人事件), 1984
- Kabe Tabishibai Satsujin Jiken (壁 旅芝居殺人事件), 1984
- Hikaru Genji Satsujin Jiken (光源氏殺人事件), 1985
- Zeami Satsujin Jiken (世阿弥殺人事件), 1986
- Ayakashi-Gura Satsujin Jiken (妖かし蔵殺人事件), 1986
- Chūshingura Satsujin Jiken (忠臣蔵殺人事件), 1986
- Satsui no Karuizawa Fuyu (殺意の軽井沢・冬), 1987
- Yami Tsubaki (闇椿), 1988
- Seijo no Shima (聖女の島), 1988
- Kaoshi Rentarō to Itsutsu no Nazo (顔師・連太郎と五つの謎), 1989
- Shi no Izumi (死の泉), 1997
- Tōritsu Suru Tō no Satsujin (倒立する塔の殺人), 2007

### Altres
- Kaizokujouou (海賊女王), 2013 - The story of Grace O'Malley